# Mahadev Vishwanath Dhurandhar
Mahadev Vishwanath Dhurandhar (18. března 1867 Maháráštra) – 1. června 1944) byl indický malíř z dob britské koloniální éry. Proslul jako malíř pohlednic, ilustrátor, karikaturista. Často také maloval indické ženy při jejich každodenních činnostech.

## Životopis
Dhurandhar se narodil v Kolhápuru v Maháráštře. Studoval na umělecké škole "Sir J.J. School of Art" v Bombaji, pod vedením Johna Griffita, britského umělce pracujícího v Indii. Už jako student získal za svou práci mnoho ocenění. Školu dokončil v roce 1895.

## Kariéra
V roce 1896 mu byla nabídnuta práce učitele na stejné škole, kde vystudoval. Na této škole strávil zbytek své kariéry. V roce 1918 se stal rektorem, v této funkci pracoval do roku 1931. Před odchodem do důchodu byl dva roky zástupcem ředitele.

## Dílo
Mezi jeho slavná díla patří dokumentování města Bombaj a jeho obyvatel, obrazy scén z hinduistické mytologie a série obrazů s Omarem Chajjámem, perským matematikem, astronomem, filozofem a básníkem. Dhurandhar byl velmi plodný umělec, údajně vytvořil několik tisíc obrazů a ilustrací, včetně těch, které byly vydány jako litografické tisky. Příkladem jsou jeho ilustrace ke knize Women of India (Ženy Indie) od Otta Rothfielda (1920). Dhurandhar také navrhoval pohlednice, ilustroval publikace, kreslil karikatury pro gudžarátská periodika Aram a Bhoot'. Ilustroval také náboženské knihy vydavatelství Ravi Varma Press. V roce 1926, v době Bombajského prezidentství, byl pověřen maharádžou státu Aundh vytvořením série obrazů o životě Šivádžího.

## Ukázka obrazů

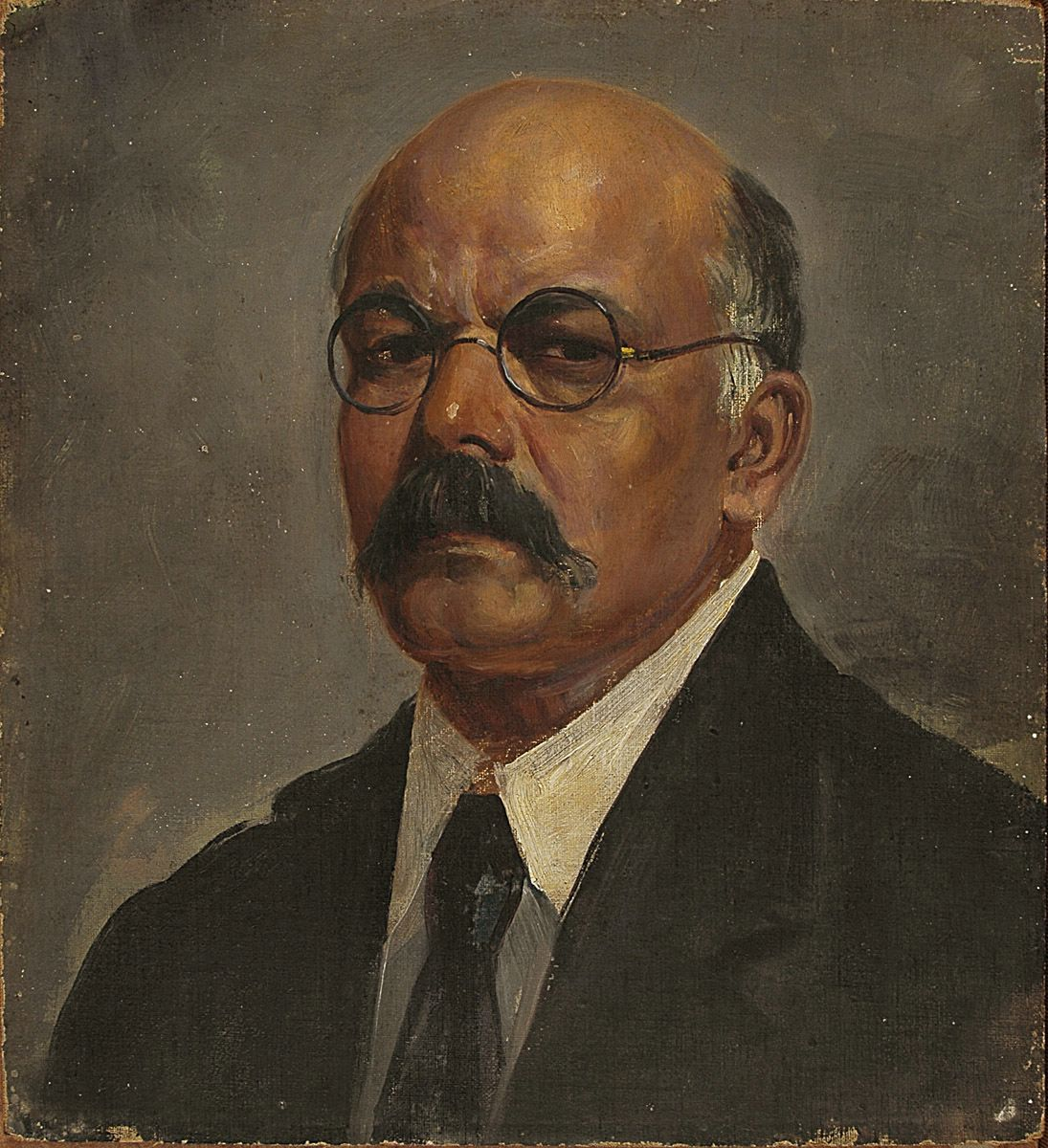
Autoportrét malíře
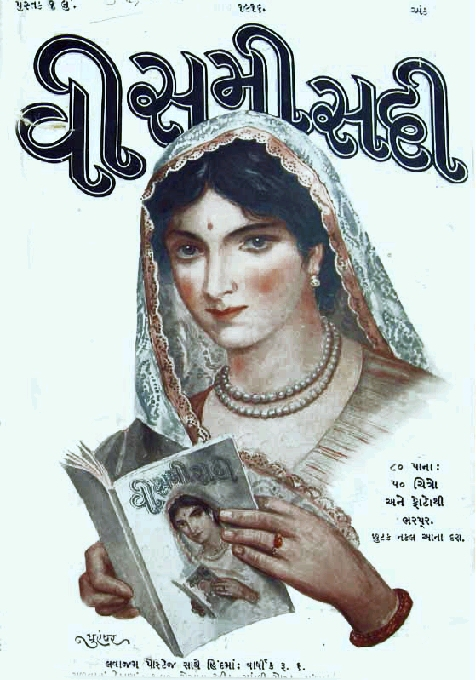
Obálka časopisu Gudžarát z roku 1916
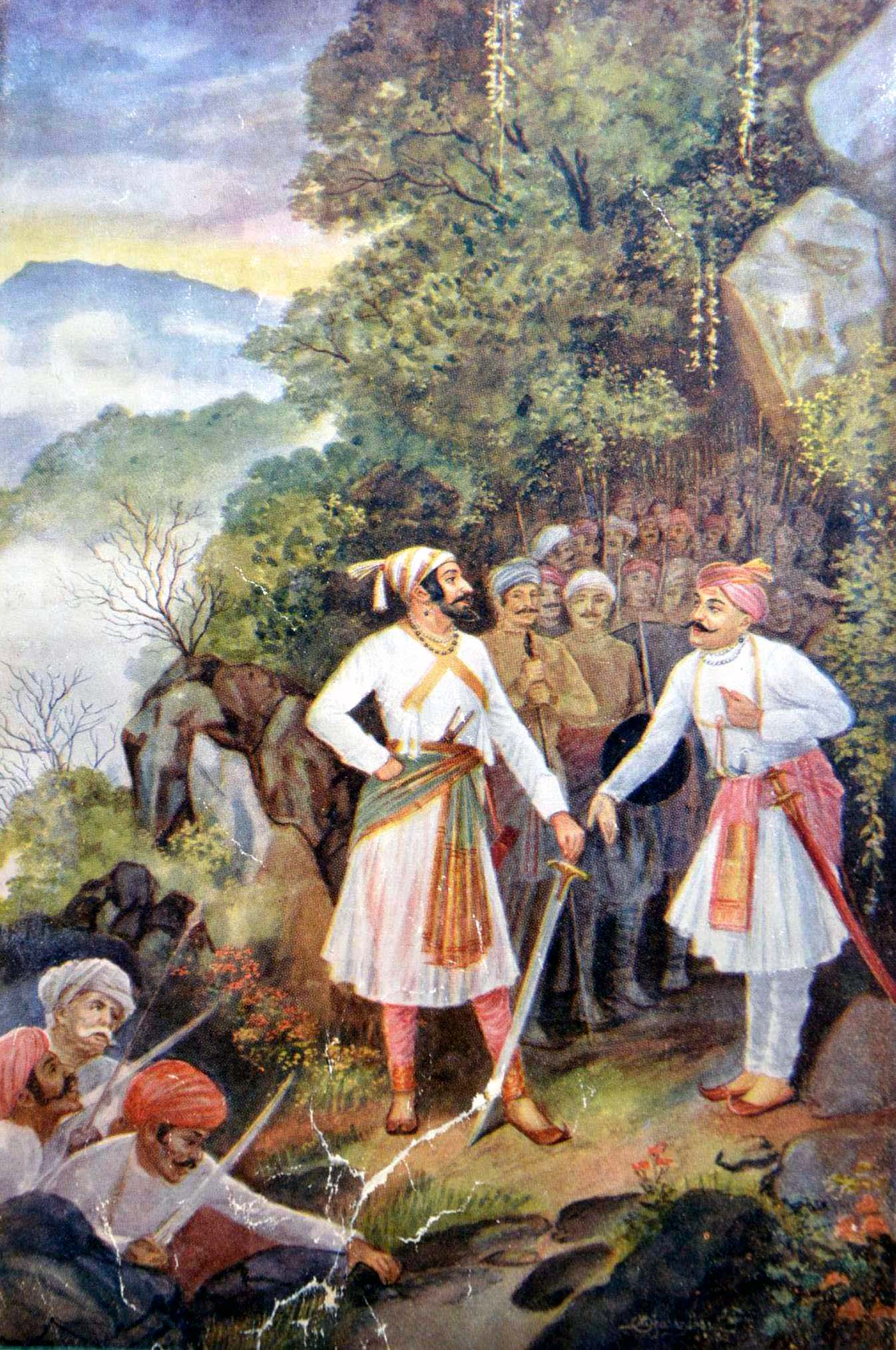
Šivádží a Bádží Prabhu u Pawan Khind
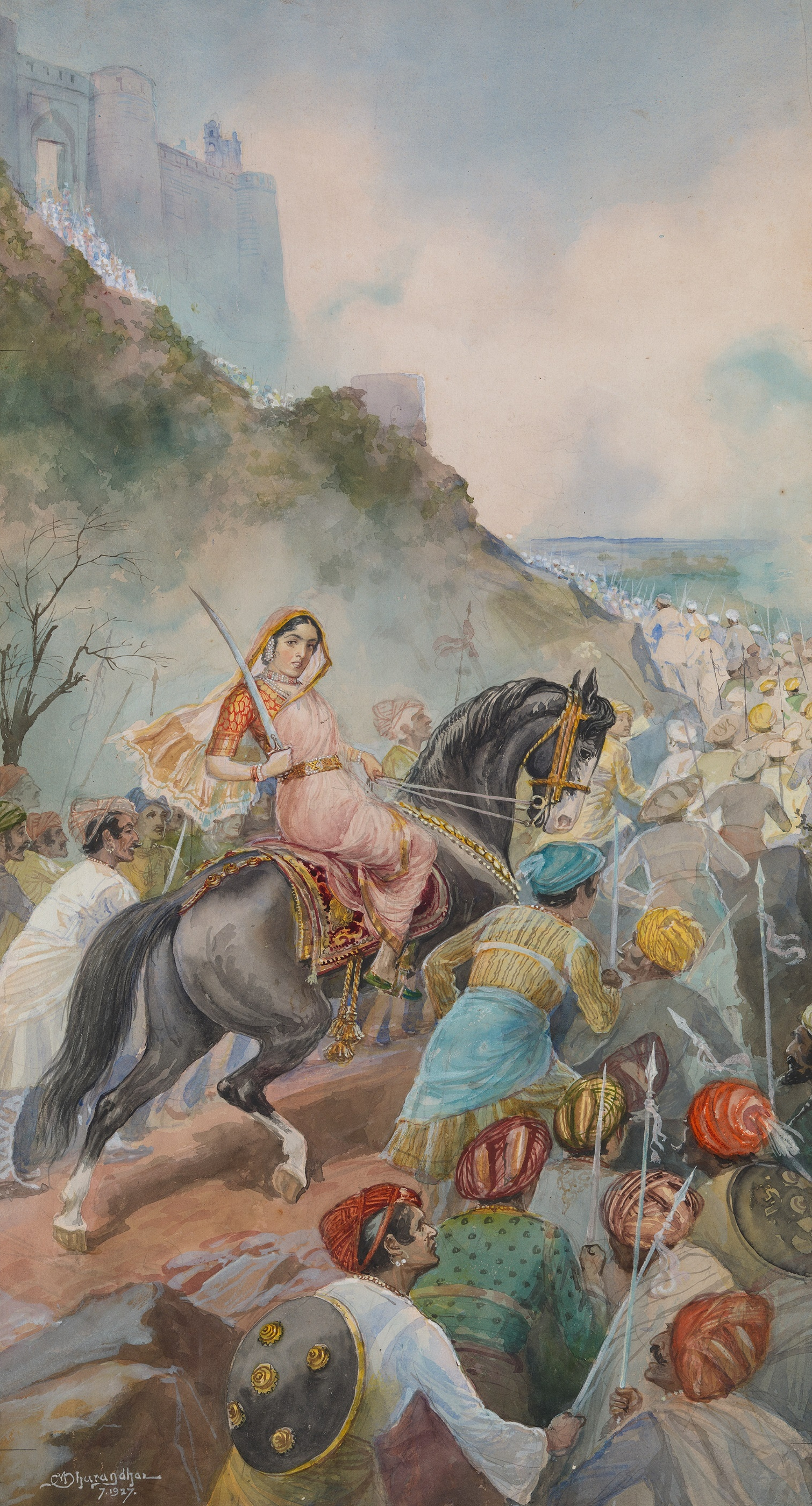
Tarabaj v bitvě u Karviru, vytvořeno 1927
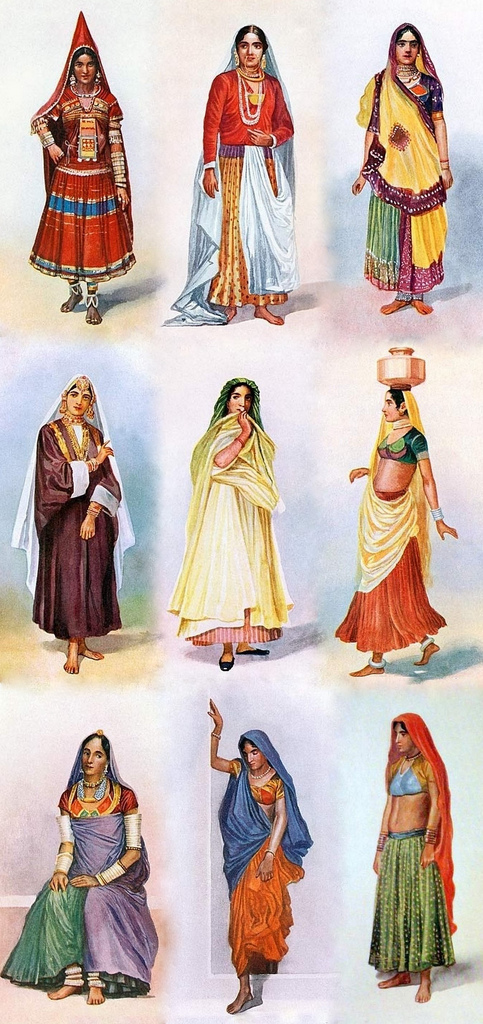
Lengha Choli
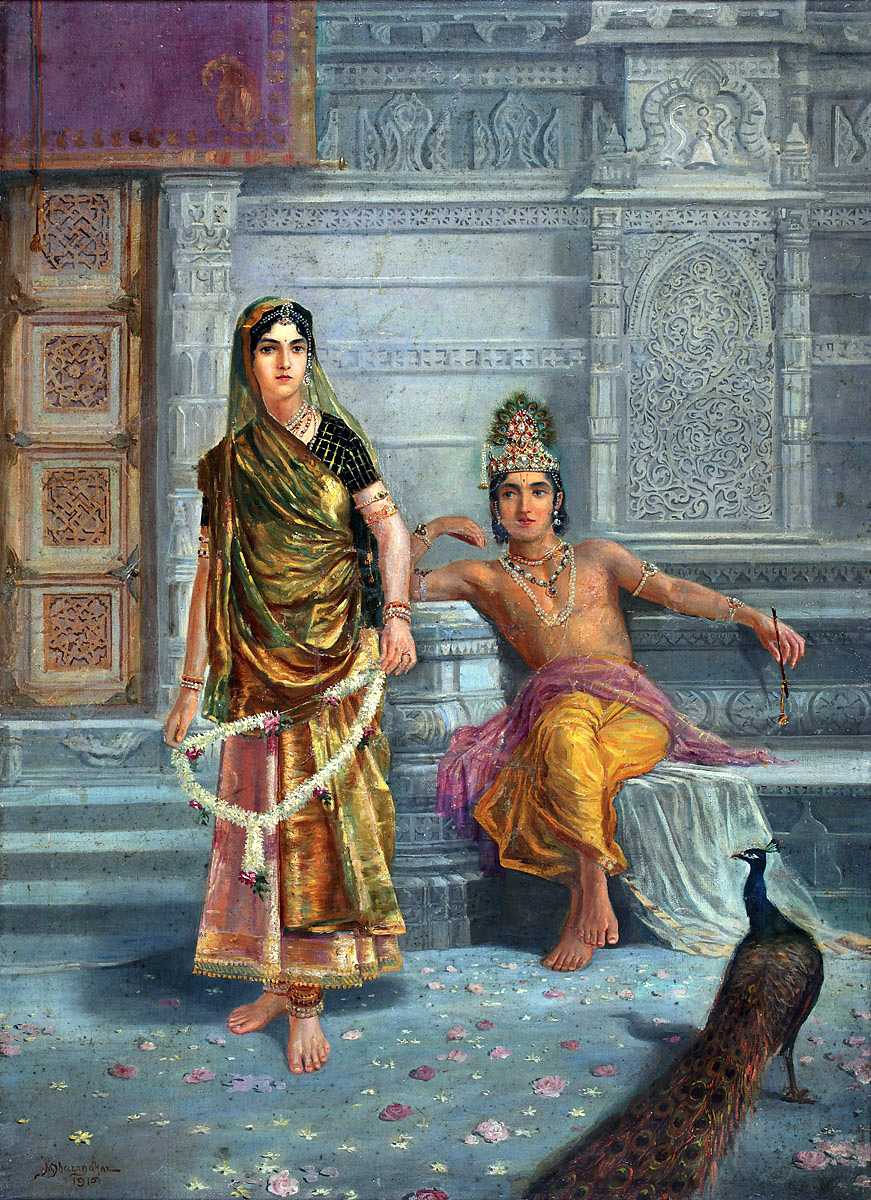
Rádhárání a Krišna
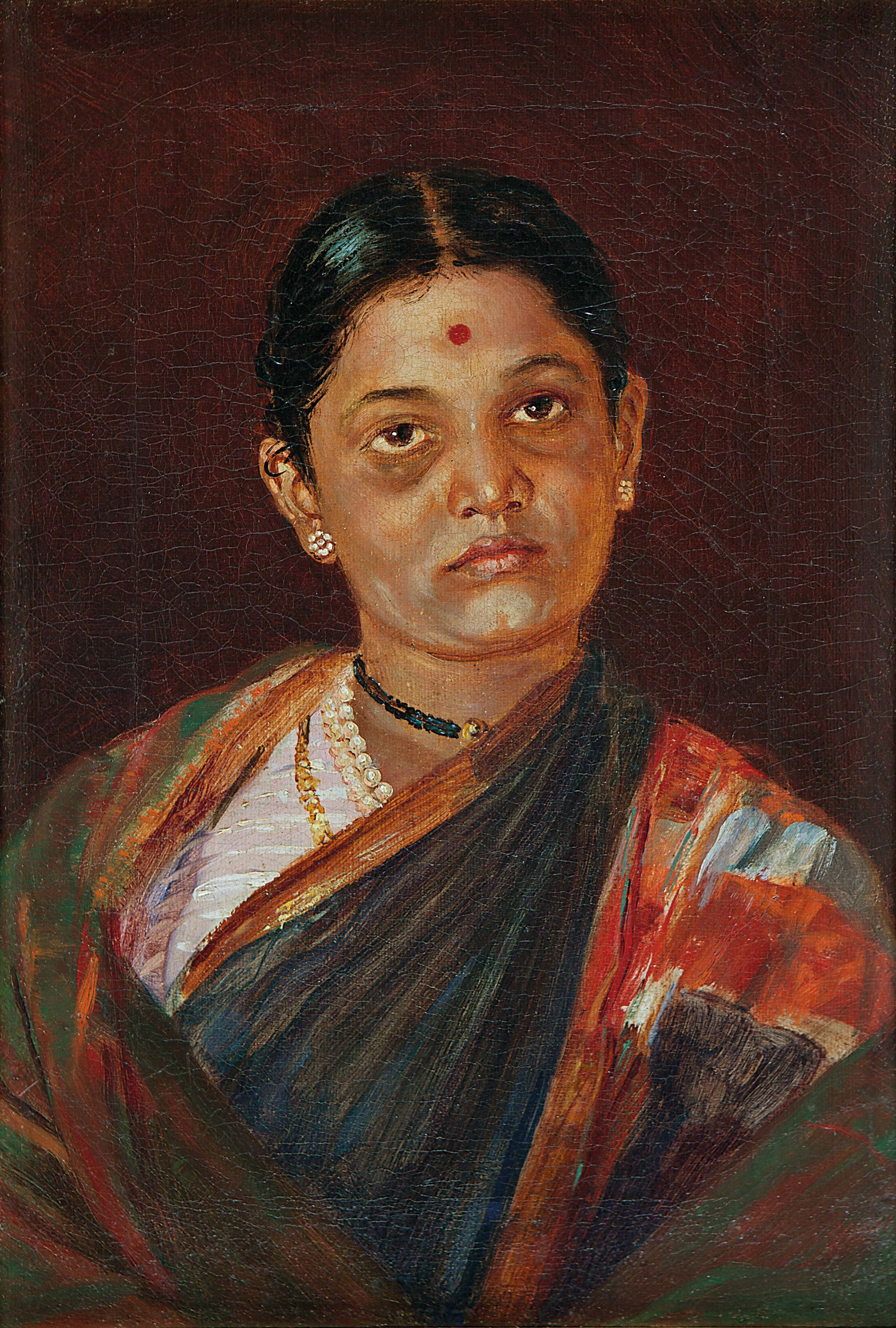
M.V. Dhurandhar, portrét umělcovy ženy